# Jan Zawierski
Jan Stanisław Zawierski (ur. 16 grudnia 1938 w Warszawie, zm. 24 września 2011 tamże) − polski kompozytor muzyki filmowej i teatralnej, zajmował się też opracowaniem muzycznym.

## Życiorys

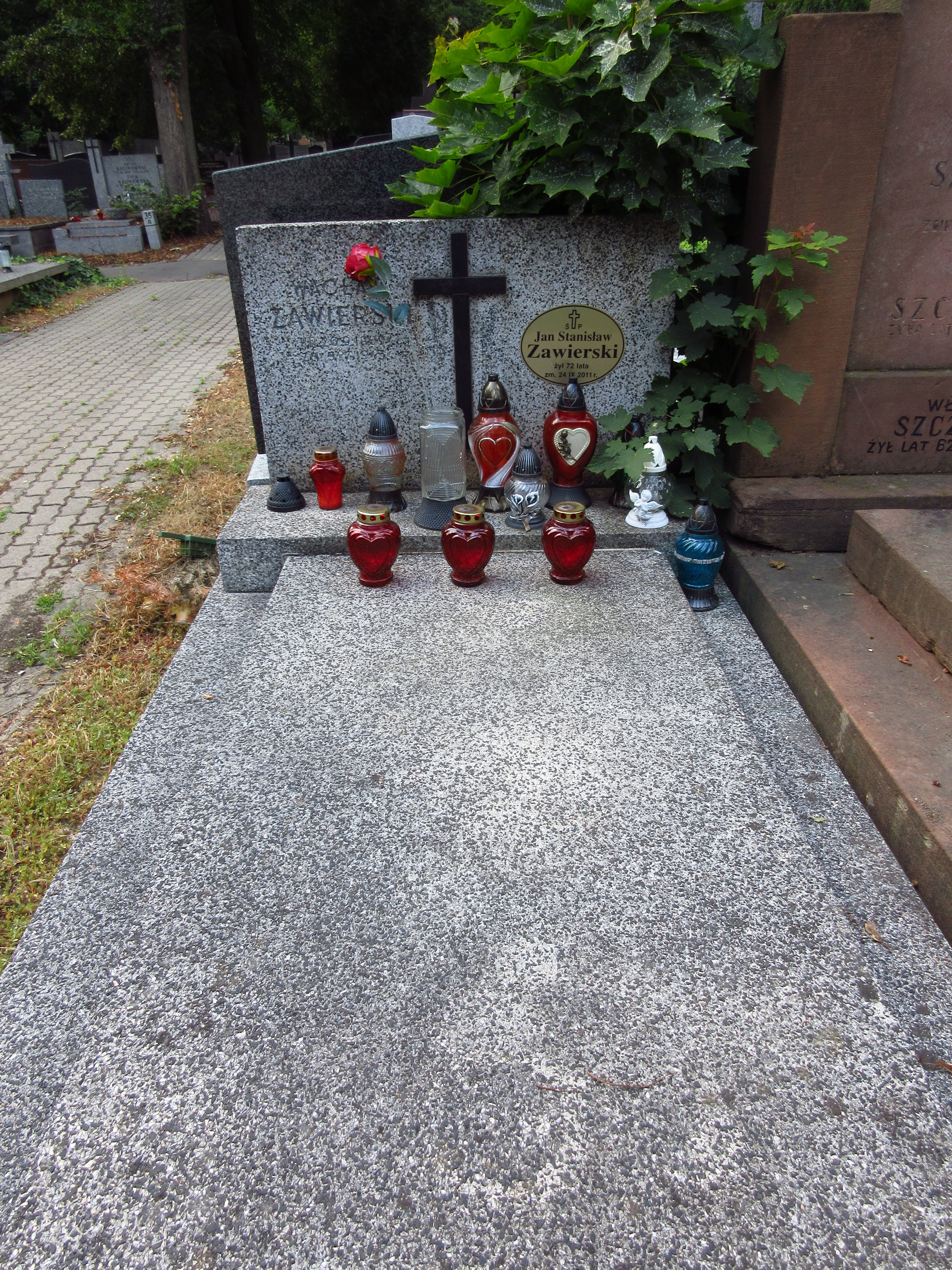
Grób Jana Zawierskiego na Cmentarzu Bródnowskim.

Ukończył VI Liceum Ogólnokształcące im. Tadeusza Reytana (1957) oraz Państwową Średnią Szkołę Muzyczną Nr 1  w Warszawie w klasie harfy. Studiował w Państwowej Wyższej Szkole Muzycznej im. Fryderyka Chopina na Wydziale Reżyserii Dźwięku. Studia ukończył w 1964. Od 1963 pracował w Telewizji Polskiej. Był autorem ok. 8000 opracowań muzycznych i dźwiękowych. Komponował na potrzeby programów telewizyjnych i teatrów w Warszawie, Olsztynie oraz Kielcach. Tworzył szeroką gamę gatunków muzycznych: pastisze narodowo-etniczne, faktury symfoniczne, formy muzyki elektronicznej i rockowej. Używał m.in. syntezatorów i samplerów. W obszarze realizacji dźwięku Zawierski zajmował się zagadnieniami z zakresu estetyki i technologii przestrzennej projekcji dźwięku. Współpracowali z nim tacy reżyserzy jak: Filip Bajon, Aleksander Bardini, Barbara Borys-Damięcka, Alina Czerniakowska, Adam Hanuszkiewicz, Gustaw Holoubek, Grzegorz Królikiewicz, Kazimierz Kutz, Krzysztof Lang, Olga Lipińska, Andrzej Łapicki, Janusz Majewski, Barbara Sass, Andrzej Wajda, Zbigniew Zapasiewicz. Kompozytor zdobył wiele nagród za opracowania muzyczne i twórczość kompozytorską. Pochowany na cmentarzu Bródnowskim w Warszawie (kwatera 33A-3-32).

## Filmografia

### Muzyka filmowa
- Listy z barykady (2008)
- Cień Judasza (2006)
- Solidarność. Jak zerwaliśmy żelazną kurtynę cz. 2 (2005)
- Powołani (2005)
- Wołyń. Zapis zbrodni (2003)
- Dowódcy AK (2001−2002, cykl dokumentalny)
- Solidarność. Jak zerwaliśmy żelazną kurtynę (2000)
- Kocham Chrystusa (2000)
- Musieli zwyciężyć (2000)
- „Widzę Ciebie Warszawo sprzed laty...” (2000)
- Semper fidelis (1999)
- Pani hrabina (1999)
- Myśli o Polsce (1999)
- Ułani, ułani... (1998)
- Przedwojenny chłopak (1998)
- Papież Polak (1997)
- Piękne lata niewoli (1996)
- Rudy, Alek, Zośka (1996)
- Egzamin dojrzałości (1995)
- Tadeusz Gajcy (1995)
- Humer i inni (1994)
- Ułan batalionu Zośka. Jan Rodowicz Anoda (1994)
- Boski architekt (1993)

### Muzyka do widowisk scenicznych
- Złodziejki chleba (2002)
- Królowa i Szekspir (2001)
- Błahostka (2000)
- Dwa teatry (1999)
- Pies ogrodnika (1999)
- Bambuko (1998)
- Pan Benet (1998)
- Wilki w nocy (1998)
- Koncert (1997)
- Komedia sytuacyjna (1997)
- Biuro Rzeczy Znalezionych (1996)
- Filomena Marturano (1996)
- O człowieku, który redagował „Gazetę Rolniczą” (1996)
- Panna Maliczewska (1996)
- Córka Pigmaliona (1996)
- Nieprzyjaciel (1996)
- Omdlały koń (1996)
- Dzika kaczka (1995)
- Trucizna teatru (1995)
- Uczeń diabła (1995)
- Rewanż (1995)
- Upiór (1995)
- Bajki. Rok 1779 (1994)
- Stroma ścieżka do nieba (1994)
- Zostawmy to przeznaczeniu (1994)
- Książę Homburg (1994)
- Miarka za miarkę (1994)
- Upiór w kuchni (1993, Teatr Sensacji „Kobra”)
- Lady i generał (1993)
- Dwie głowy ptaka (1993)
- Gry salonowe (1993)
- Staś (1993)
- Janko muzykant (1992)
- Ogień na wichrze (1992)
- Stalin (1992)
- Upadek (1992)
- Podpis (1991)
- Żeglarz (1985)
- Jałta (1985)
- Wspomnienie (1985)
- Portret trumienny (1983)
- Ballada o Januszku (1982)
- Przedwiośnie (1981)
- Upiór w kuchni (1976, Teatr Sensacji „Kobra”)
- Bracia Rico (1975)
- Ocaleć w ogniach (1970)
- Umarli ze Spoon River (1970)
- Iryd (1968, Teatr Sensacji „Kobra”)
- A piekło, Isabelle? (1968)
- Ciotka Karola (1968)
- Maria i Piotr (1968)
- Życie (1966)
- Ucieczka z Betlejemu (1965)
- Maturzyści (1964)
- Pożegnania (1964)
- Miasteczko zamknięte (1963)
- Znowu „Łut Szczęścia” (1962)

### Współpraca dźwiękowa
- „Pekin” − Złota 83 (2004)
- U nas na Pekinie (2004, serial dokumentalny)

### Opracowanie muzyczne
- Czekając na papieża (2002)
- Łom (2002)
- Dzieci Zamojszczyzny (1999)
- Rodeo na Pegazie (1999)
- Śmierć na raty (1999)
- Nasz pan Janek (1998)
- Łemkowie. Modlitwa za zmarłych (1996)
- Ochotnicy roku dwudziestego (1995)
- Marek Hłasko bez mitów (1994)
- Rozmowy z Andrzejem Wajdą (1994)
- Grande educator (Ignacy Domeyko) (198)

### Opracowanie dźwięku
- Młodsi od swoich wyroków (1994)
- Władysław Hasior (1968)